# Sacco di Genova (935)
Il sacco di Genova del 935 fu una significativa incursione saracena sulla costa ligure che culminò nel saccheggio del suo porto principale, Genova, da parte del Califfato fatimide il 16 agosto 935.
Durante l'incursione potrebbero essere state saccheggiate anche le coste della Spagna e della Francia meridionale e certamente lo furono quelle della Corsica e della Sardegna. Il sacco fu una delle imprese più notevoli della marina fatimide. A quel tempo, i Fatimidi avevano sede nel Nord Africa, con capitale Mahdia e l'incursione del 934-935 fu il culmine della loro dominazione sul Mediterraneo, non realizzando mai più un raid così distante e di successo.
Genova era un piccolo porto del Regno d'Italia e non è noto quanto all'epoca fosse ricca, ma il sacco viene talvolta interpretato come la prova di una certa vitalità economica. La distruzione, tuttavia, riportò la città indietro di anni.

## Fonti
Non esiste una fonte strettamente contestuale per l'incursione del 934-935, ma le fonti latine (cristiane) e arabe (musulmane) concordano ampiamente sul corso degli eventi. La prima fonte è l'Antapodosis del vescovo Liutprando di Cremona, scritta negli anni '60 del X secolo. Dopo aver raccontato un'incursione dei musulmani di Fraxinetum nella città di Acqui, che descrive come a 50 miglia da Pavia, Liutprando registra:
(Liutprando di Cremona, Antapodosis)
Il primo resoconto arabo, la Cronaca siculo-saracena di Cambridge, fu scritto dopo il 965, probabilmente tra il X e il XI secolo. La fonte afferma solo che il califfo Muhammad Abu l-Ḳāsim al-Ḳāʾim bi-amr Allāh, succeduto al trono all'inizio di quell'anno (934), inviò una flotta a Genova e la catturò. I resoconti arabi successivi e generalmente meno affidabili offrono maggiori dettagli. Il più importante di questi è quello dello storico ismailita Idrīs ʿImād al-Dīn, morto nel 1468, che si affidò alle fonti (fatimidi) ismailite precedenti, oggi perdute.

## Incursione
Secondo le fonti musulmane, una flotta di navi lasciò Mahdia sotto il comando di Yaʻqūb ibn Isḥāq il 18 giugno 934 (7 Rajab 322 secondo il calendario islamico) per attaccare i Rum (ossia i cristiani). Le fonti non sono concordi sul numero delle navi: Ibn al-Athīr ne dà trenta, mentre ʿImād al-Dīn ne cita venti. Secondo ʿImād al-Dīn, "lungo la strada [Yaʻqūb] incontrò navi Rumi cariche di merci, le catturò e fece prigionieri coloro che erano a bordo".
La flotta fatimide si avvicinò poi a Genova da ovest, dalla direzione della Spagna, dopo aver navigato verosimilmente lungo la costa e attraverso il Golfo del Leone. Ad un certo punto, Genova, che ʿImād al-Dīn descrive come una "città ben fortificata", divenne l'obiettivo principale dell'incursione. Sebbene altre città, tra cui Pisa, furono probabilmente attaccate, nessuna risulta menzionata nelle fonti esistenti. Alcune fonti indicano che furono saccheggiate anche la Corsica e la Sardegna, forse durante il viaggio di ritorno da Genova a Mahdia. A Genova i combattimenti avvennero al di fuori delle mura cittadine e successivamente per le strade della città. Secondo Ibn al-Athīr, le forze fatimidi avendo preso il sopravvento, saccheggiarono e incendiarono la città il 16 agosto 935. La flotta tornò a Mahdia il 28 agosto 935 (26 Ramaḍān 323), dodici giorni dopo il sacco.
Al ritorno di Yaʻqūb a Mahdia, il califfo celebrò il trionfo. Secondo ʿImād al-Dīn, "i prigionieri furono mostrati e la flotta fu decorata" mentre Yaʻqūb "entrò in città indossando i suoi abiti più belli". Conferì poi con il califfo al-Ḳāʾim, seduto in uno speciale dar al-bahr (padiglione del mare), e gli fu offerta ogni somma di denaro richiesta da distribuire ai soldati; il califfo, secondo ʿImād al-Dīn, onorò tale richiesta.

## Eredità
L'entità della distruzione di Genova è narrata solo dalle fonti letterarie, che tendono ad esagerare. Ibn al-Dhahabī registra 1 000 donne vendute come schiave e ʿImād al-Dīn fornisce un totale di 8 000 prigionieri. Entrambi i numeri sono troppo elevati per essere credibili. Tuttavia la città, per alcuni anni dopo il sacco, si sarebbe completamente spopolata.
Il sacco di Genova del 935 ha portato ad alcune riflessioni se la Genova di inizio del X secolo fosse "poco più che un villaggio di pescatori" o una vivace città commerciale che valeva la pena attaccare. Benjamin Kedar, che ha richiamato l'attenzione degli studiosi sulla potenziale rilevanza di ʿImād al-Dīn su tale questione, sostiene che il lino e la seta grezza menzionati tra il bottino portato via dai Fatimidi sono le prove degli scambi commerciali con il mondo islamico. Vede queste cose tra i "tesori" menzionati da Liudprando. ʿImād al-Dīn, tuttavia, è una fonte tarda e le fonti documentarie dell'epoca sono del tutto carenti. Le carte genovesi sopravvivono in numero significativo solo dalla seconda metà del X secolo in poi, un fatto che potrebbe essere di per sé la conseguenza della distruzione operata nel 935.
Alla fine del XIII secolo, Jacopo da Varazze credeva che la flotta genovese fosse assente durante l'attacco dei Fatimidi. La flotta, dopo essere tornata, inseguì gli aggressori e salvò i prigionieri.